# 石头门坎素包
石头门坎素包創立於晚清，为中國天津的著名小吃，是一家拥有悠久历史传统的百年老店。
清乾隆末年，天津宫南大街的真素园饭庄靠近天后宫等宗教场所，因此其经营的食物以素食包子为主，由于其店靠近海河，并且地势低洼，所以每逢雨天饭庄经常被积水侵袭，为了维持生意，当时真素园的店主在门口垒起了一道石头门坎，这就是石头门坎的由来。后来，慈禧太后来天津天后宫进香的时候，也曾经到真素园饭庄品尝了素包，并赐名为“石头门坎素包”。
1985年，在时任市长李瑞环的提倡下，石头门坎素包进入刚刚开业的天津南市食品街。1987年，在天津市举办群星杯津菜烹饪大赛中，石头门坎素包获得了群星杯奖。1988年，在日本东京举办的“中国博览会”上，NHK、朝日新闻等媒体，称天津“石头门坎素包” 为“正宗素食”。
石头门坎素包的馅料以木耳、花菜、口蘑、面筋、豆菜、豆皮、香干、腐乳、麻酱、香油等制成。